# Искендерун
Искендеру́н (ранее Александретта, тур. İskenderun, др.-греч. Άλεξανδρέττα — букв. «малая Александрия») — город и район в провинции Хатай на юге Турции.
Население города — 184 тысяч жителей, агломерации — 304 тысяч (2012), крупнейший город провинции.
Крупный порт на побережье залива Искендерун Средиземного моря. Предприятия чёрной металлургии.
В Искендеруне проходит действие известного фильма Стивена Спилберга «Индиана Джонс и последний крестовый поход», храм Грааля снимался в Петре, Иордания.

## История
Люди жили в этих местах с древнейших времён. Город основан Александром Македонским как Александрия при Иссе в IV веке до н. э. Впоследствии город входил в состав разных государств; в XVI веке он вошёл в состав Османской империи.
По окончании Первой мировой войны в 1920 году, в соответствии с решениями конференции в Сан-Ремо, данная территория перешла под французское управление. В соответствии с франко-турецким договором 20 октября 1921 года Александреттский санджак, образованный путём объединения двух каз бывшего вилайета Алеппо — Александретты и Антиохии (ныне Искендерун и Антакья), был выделен в особую автономную административную единицу внутри французского мандата в Сирии и Ливане, так как в нём, помимо арабов и армян, проживало значительное количество турок. 7 сентября 1938 года на северо-западе Сирии на территории Александреттского санджака образовалось Государство Хатай, которое 29 июня 1939 года было аннексировано Турцией.
В ноябре 1956 года, как прямой результат Суэцкого кризиса, Сирия подписала договор с Советским Союзом. Это стало точкой опоры для советского влияния в правительстве в обмен на военную технику. Турция была обеспокоена увеличением мощи сирийских вооружённых сил, так как казалось возможным, что Сирия попытается отобрать Искендерун. Только жаркие дебаты в Организации Объединённых Наций приостановили угрозу войны.
В городе с помощью СССР был построен Искендерунский металлургический комбинат.
В феврале 2023 года город сильно пострадал от мощных землетрясений и последовавших за ними наводнений и пожаров. В результате обрушения причала порта контейнеры опрокинулись, что привело к пожару. Кроме того, были разрушены здание государственной больницы Искендеруна, полицейский участок и здание суда. 8 февраля 2023 году пожар в порту Искендерун был потушен.